# Waraporn Boonsing
Waraporn Boonsing, née le 16 février 1990 dans la province de Si Saket, est une joueuse thaïlandaise de football évoluant au poste de gardien de but. Elle joue en club pour le BG-Bandit Asia et en équipe nationale.

## Carrière
Elle fait partie des 23 joueuses retenues pour disputer la coupe du monde 2019 en France.